# Džampal Gjamccho
Džampal Gjamccho (1758 – 19. listopadu 1804) byl 8. tibetským dalajlamou.
Podle pověsti se brzy po narození často pokoušel posadit do meditační pozice a vzhlížet k nebi. Když o tom uslyšel šestý pančhenlama, prohlásil jej za inkarnaci Lozanga Kalzanga, předchozího dalajlamy.